# Classe economica

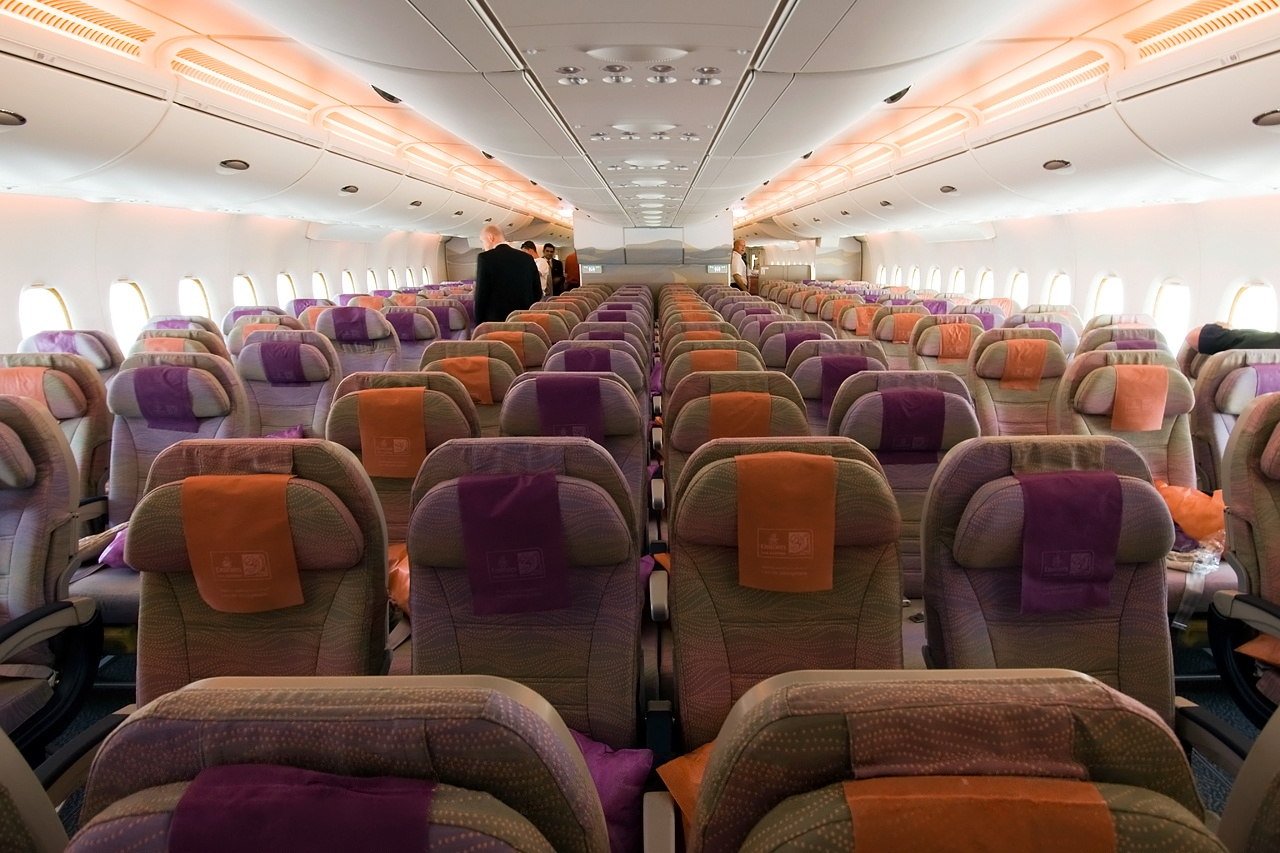
I sedili di classe economica su un Airbus A380-861 di Emirates.

La Classe Economica, chiamata anche terza classe o classe turistica, è la classe di viaggio di minore qualità nei viaggi aerei, ferroviari e talvolta in traghetto o altre imbarcazioni. Storicamente, questa classe di viaggio è stata chiamata classe turistica o terza classe sulle navi da crociera. Per distinguerla dalla leggermente più costosa classe economica premium, viene chiamata anche classe economica standard. 

## Nella marina

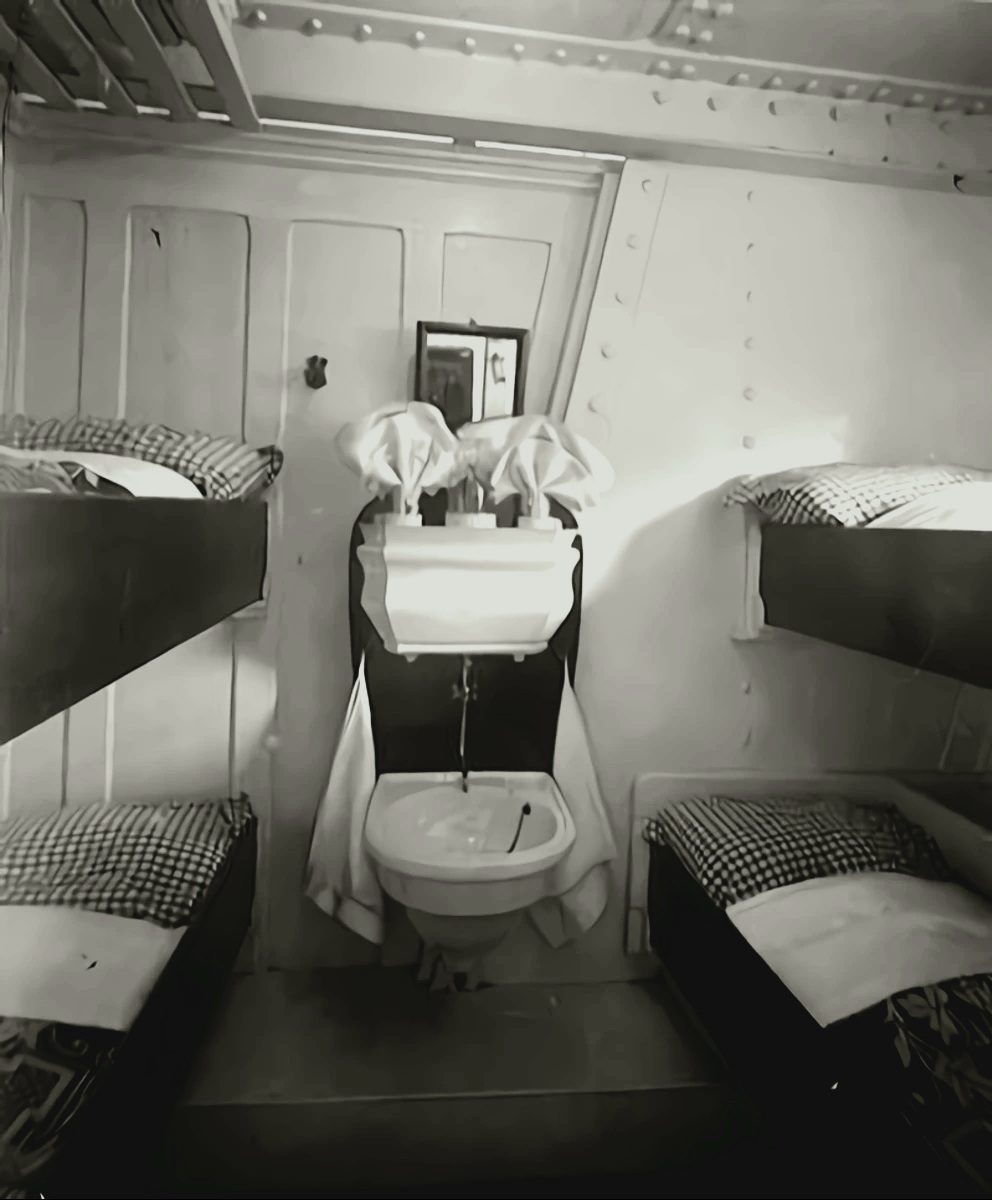
Cabina di terza classe a bordo dell'RMS Olympic, nave gemella dell'RMS Titanic.

Le classi di viaggio hanno avuto origine da una distinzione tra "classe cabina" e "terza classe" sulle barche a vela nel XVIII secolo. La classe cabina, destinata ai passeggeri più abbienti, includeva delle piccole cabine e una sala da pranzo condivisa, mentre la "terza classe" prevedeva delle cuccette spesso posizionate vicino all'argano che azionava il timone (ma anche vicino ad altri spazi di carico), dove i passeggeri più poveri si preparavano i pasti. 
Con l'arrivo dei piroscafi, la concorrenza tra le compagnie marittime transatlantiche portò alcune di queste, come la Inman Line, ad offrire opzioni aggiuntive ai passeggeri di classe economica che desideravano immigrare, tra cui piccole cabine condivise e pasti regolari, formando la "Terza Classe". Molte grandi navi da crociera svilupparono tre e talvolta quattro cabine separate, con sala da pranzo e spazi ricreativi per i passeggeri di Prima, Seconda e Terza Classe.
Dopo che i viaggi degli immigrati diminuirono a partire dagli anni '20, le cabine di terza classe furono migliorate, riarredate e offerte ai viaggiatori con un budget limitato come "Classe Turistica". Questa divenne la classe di viaggio principale per i viaggi transoceanici, guadagnando sempre più popolarità soprattutto durante il boom dell'immigrazione dopo la seconda guerra mondiale.
Quando le compagnie marittime si abituarono alla perdita di passeggeri a favore dei viaggi aerei e passarono alle crociere ricreative negli anni '60, la maggior parte delle navi divenne "di classe unica" per risparmiare sul settore ricreativo e sulla ristorazione. Tuttavia, col passare degli anni, le navi da crociera iniziarono ad offrire una varietà di servizi premium e aree di ristorazione esclusive. Molti traghetti che operavano su rotte più brevi continuarono a offrire tariffe riguardanti la cabina e ampi spazi aperti per i viaggiatori in classe economica, simili alla divisione di classi attuato nei decenni precedenti.

## Nel settore ferroviario

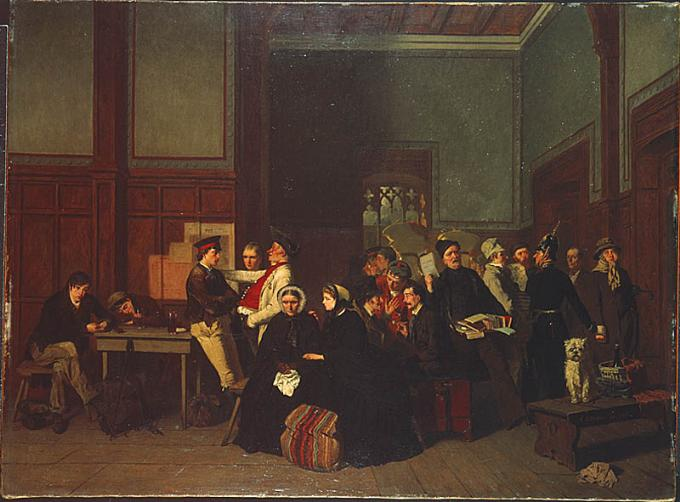
La sala d'attesa di terza classe, dipinto da Carl d'Unker nel 1865.

In Nord America, la classe economica è conosciuta come "classe carrozza" da compagnie ferroviarie come Amtrak. La maggior parte delle ferrovie europee la chiama "seconda classe", a eccezione del Regno Unito e l'Irlanda, dove viene chiamata "classe standard" (abbreviata "STD" sui biglietti). In Canada, invece, VIA Rail la chiama "classe economica". In India, durante il dominio coloniale britannico, la classe più bassa era denominata "terza classe", venne rinominata "seconda classe" dopo l'indipendenza per evitare le precedenti connotazioni segregazioniste attuate dall'Impero britannico. Oggi le ferrovie indiane offrono anche la classe "economy AC-3" all'interno della stessa classe. 

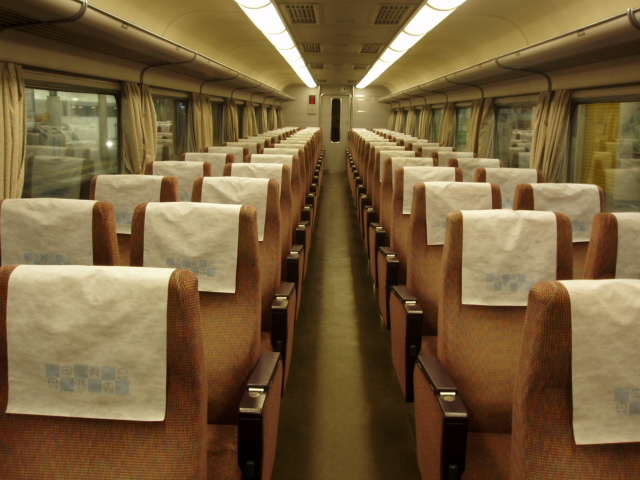
Sedili della classe economica sul treno Kintetsu (Giappone).

Generalmente, i posti di classe economica sono costituiti da un sedile recrinabile e un tavolino retrattile. Quest'ultimo può includere anche una tasca fissata allo schienale del sedile anteriore per riporre piccoli oggetti o riviste. A seconda della configurazione dell'abitacolo, i bagagli possono essere riposti nelle cappelliere o alle estremità delle carrozze. Storicamente, la classe di viaggio più bassa sui treni utilizzava spesso delle panche di legno senza imbottitura come sedili, da cui il termine "Holzklasse" ("classe di legno" in tedesco), ora utilizzato nel linguaggio colloquiale anche per i viaggi aerei.

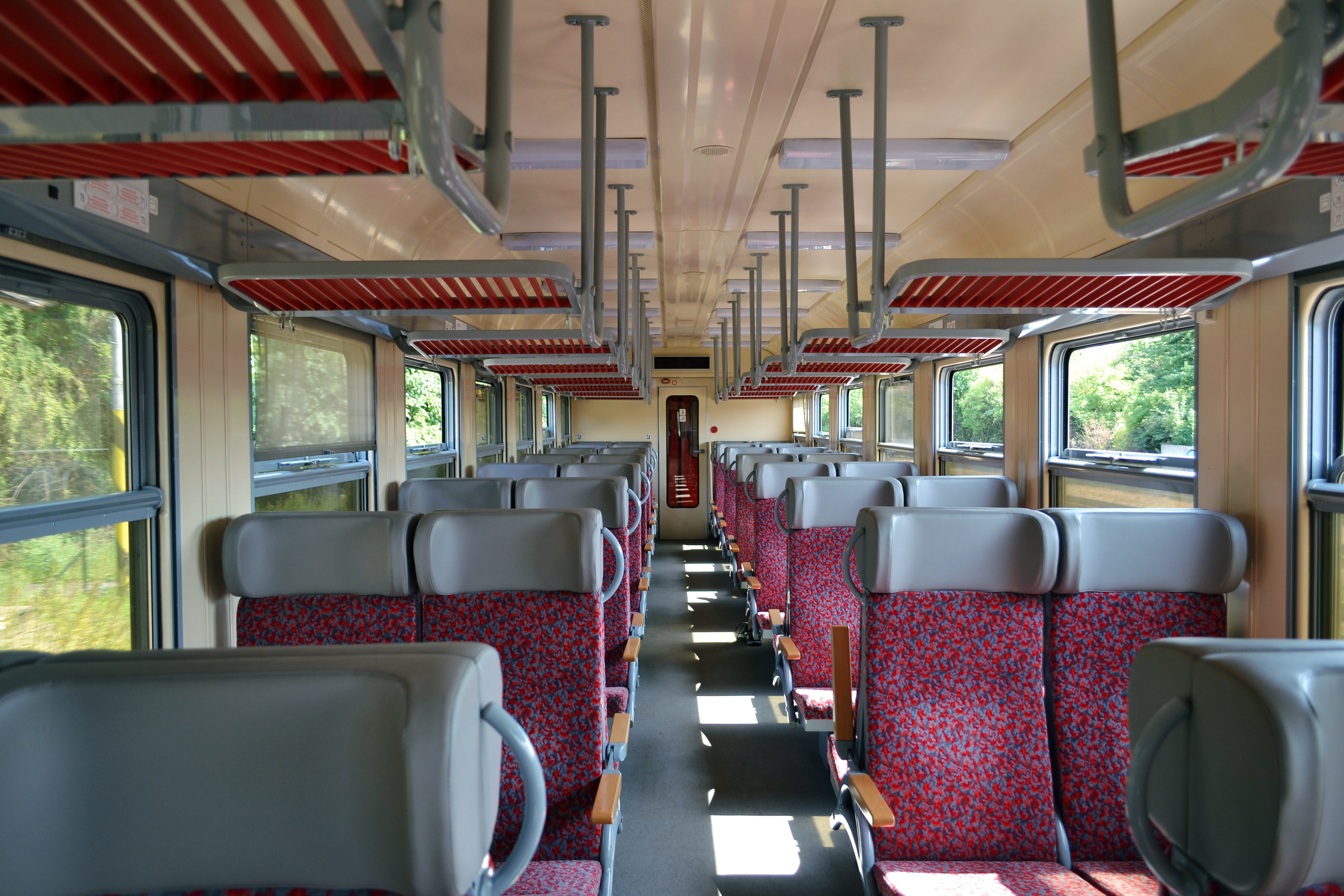
I sedili della classe economica di České dráhy.

I posti a sedere in classe standard sui treni britannici spesso includono la disposizione dei posti attorno a dei tavoli fissi. Sono disponibili anche delle prese di corrente ed altri servizi che offrono l'accesso a Internet e alla rete Wi-Fi (servizi a pagamento). 
Nell'Europa continentale, la seconda classe è composta principalmente da sedili disposti in configurazione 2:2, con o senza aria condizionata, formando due file con i sedili posizionati uno di fronte all'altro, oppure (in altre tipologie di treni) in scompartimenti da 6 o 8 posti. Alcuni treni pendolari hanno una maggiore densità di posti a sedere, con una configurazione 3:2.
In Spagna, le cabine di seconda classe sono chiamate "classe turistica" sui treni superveloci AVE. Sono dotate di prese elettriche e sistemi di infotainment sulla maggior parte delle tratte. 

La "Holzklasse" (classe di legno) su un treno esposto all'Augsburg Railway Park di Augusta, Germania.

I treni passeggeri nordamericani sono suddivisi in diverse classi in base al tipo di carrozza (carrozza letti, ad esempio). I posti in classe economica su questo tipo di treni in genere non includono il servizio pasti nel prezzo del biglietto. 
La classe economica esiste anche su alcune carrozze letti, in particolare sulla maggior parte delle tratte delle Ferrovie Russe, che la designano come "Platzkart", con carrozze caratterizzate da una disposizione a 9 banchi, dove ogni banco ha sei letti a castello su due livelli: quattro trasversali e due longitudinali sul lato opposto del corridoio, con le cuccette inferiori che fungono da sedili durante il giorno. Diverse ferrovie europee offrono anche carrozze letti simili in "classe carrozza", comunemente chiamate "carrozze cuccette". Si dibatte, tuttavia, sul fatto che la "classe Platzkart" sia a un livello inferiore rispetto alla tradizionale seconda classe, o se sia solo una variante più economica, poiché esisteva una classe "a letti rigidi" ancora più economica con cuccette a tre livelli e senza letti, che è stata da tempo dismessa in Russia, anche se è ancora utilizzata in Cina.

## Nelle compagnie aeree

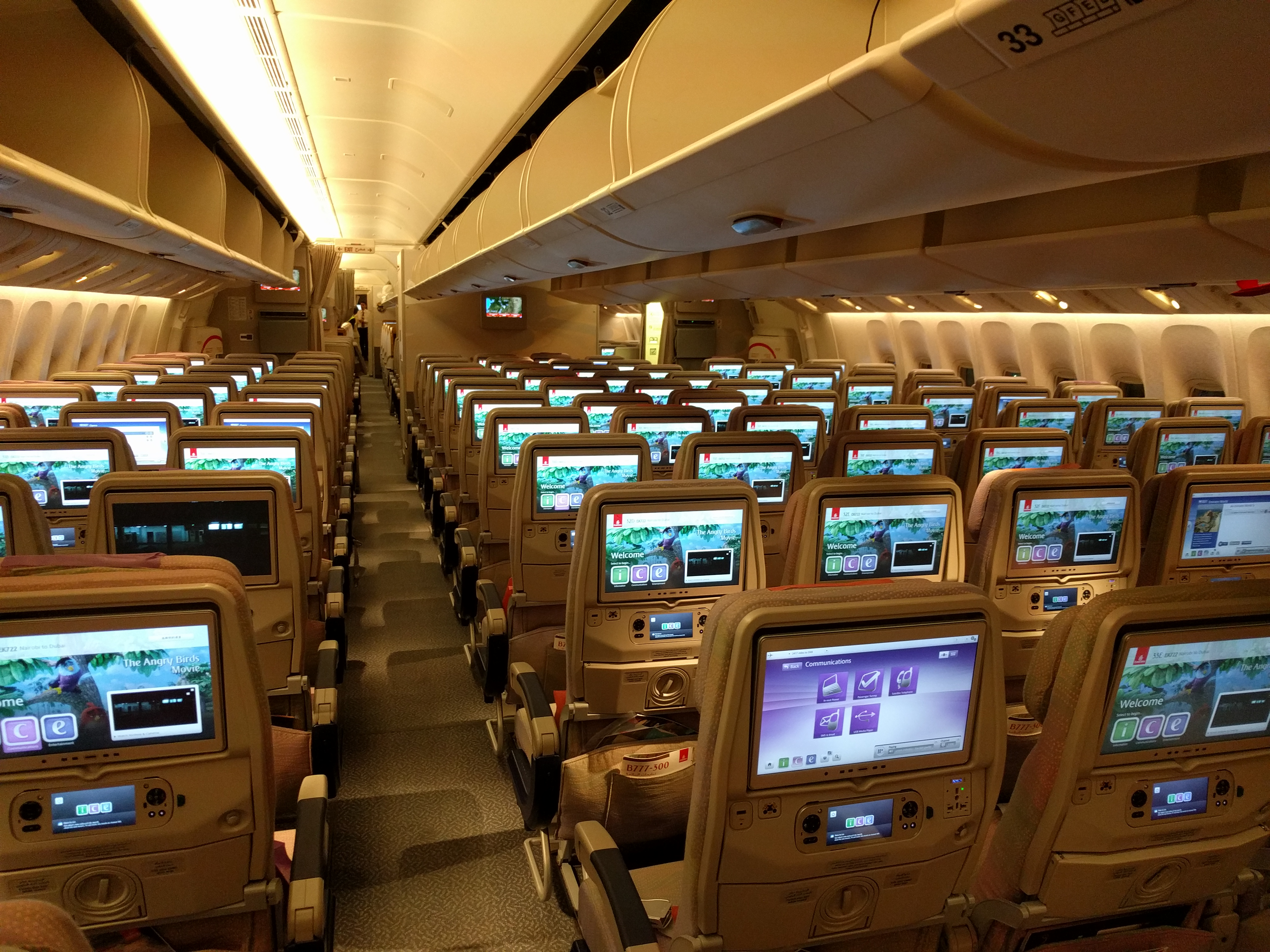
La classe economica su un Boeing 777-300ER di Emirates.

I sedili della classe economica utilizzati dalle compagnie aeree sono solitamente reclinabili e dotati di un tavolino retrattile. La distanza tra i sedili varia dai 71 ai 90 cm (28-36 pollici), solitamente dai 76 agli 81 cm (30-32 pollici) e dai 76 a 91 cm (30-36 pollici) per i sedili della classe economica dedicata ai voli internazionali. La larghezza dei sedili di classe economica sui voli nazionali, invece, varia da 43,2 a 46,4 cm (17-18,2 pollici). La classe economica è solitamente indicata con la lettera "Y" con flessibilità di orario, ma può essere indicata anche con altre lettere.

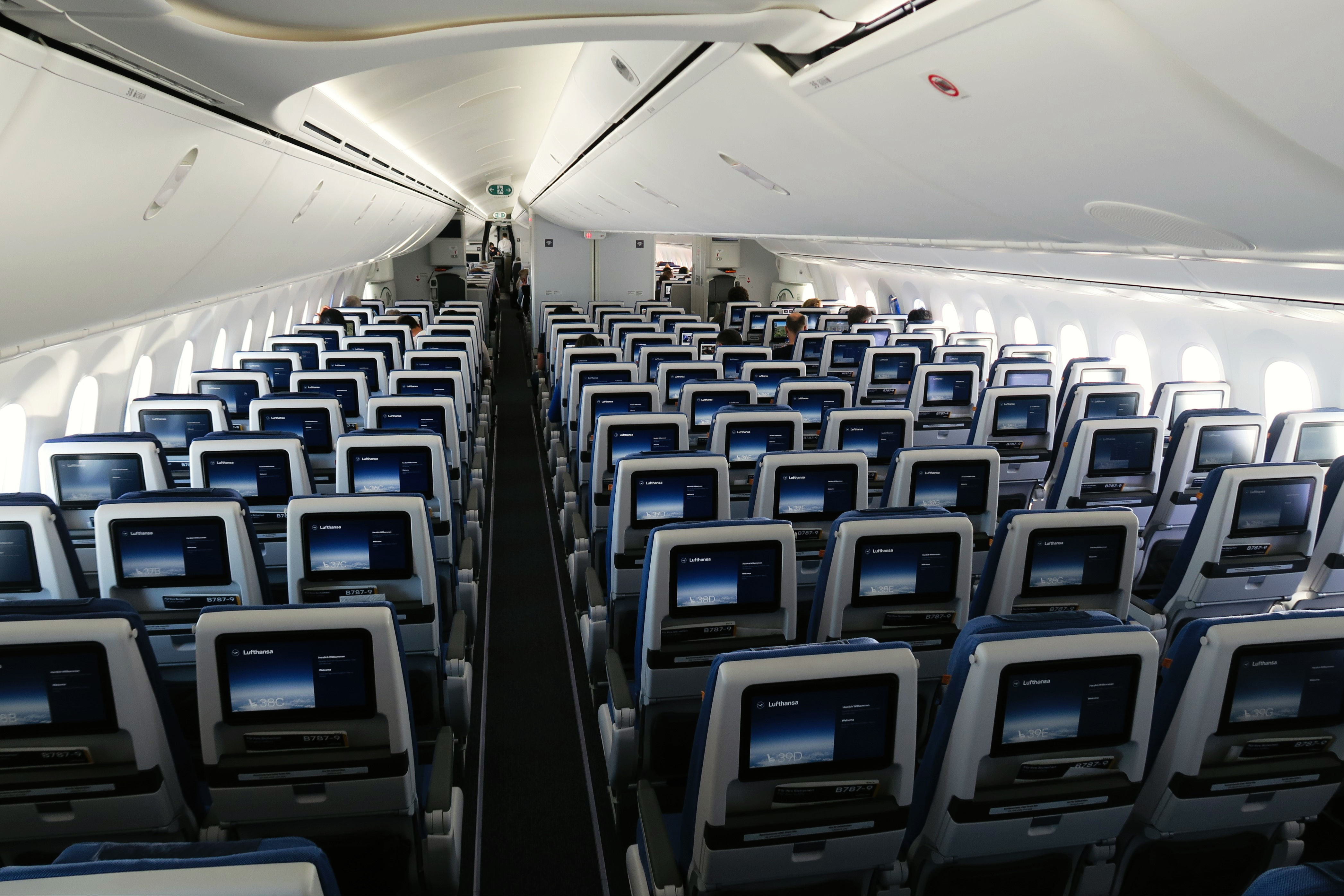
La classe economica su un Boeing 787-9 di Lufthansa.

Anche sugli aerei è presente una tasca attaccata al sedile anteriore, che generalmente contiene un sacchetto per il mal d'aria, una rivista di bordo, un catalogo duty-free e un manuale di sicurezza ed evacuazione. A seconda della compagnia aerea, gli extra potrebbero includere una coperta, una pochette di cortesia o "amenity kit" in inglese (contenente ad esempio tappi per le orecchie, dentifricio, mascherina per gli occhi ecc.) e cuffie.

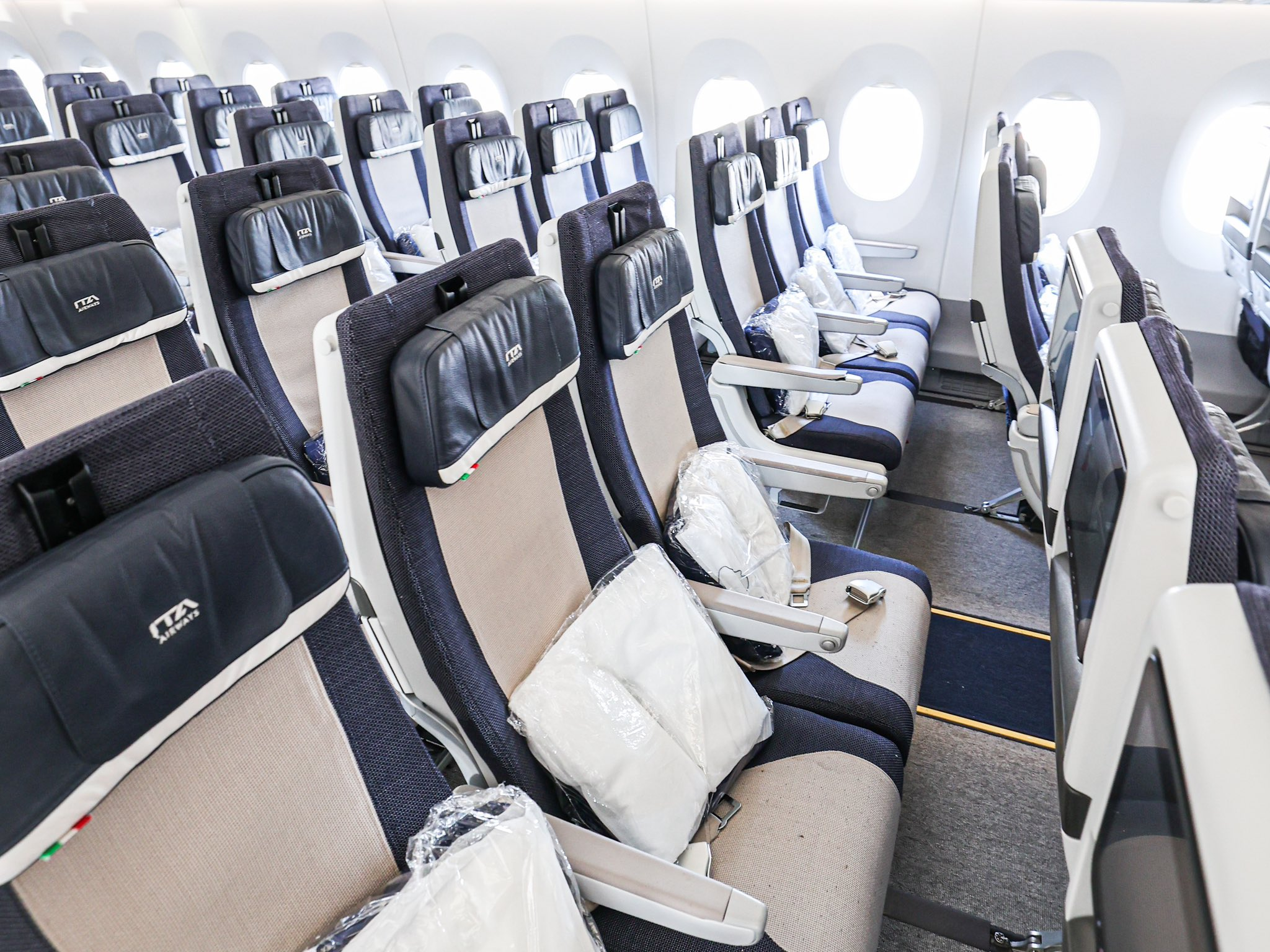
La classe economica su un Airbus A350-900 di ITA Airways.

L'infotainment in classe economica è solitamente costituito da schermi individuali per ogni sedile che possono mostrare video on demand. Per i passeggeri seduti immediatamente dietro una paratia o nella stessa fila di un'uscita di emergenza, lo schermo dell'infotainment può essere inserito in uno dei braccioli del sedile. Alcune compagnie aeree low cost possono addebitare un costo per le cuffie. Tuttavia, gli standard della classe economica variano a seconda della compagnia aerea. Aeroflot, Qantas e Cathay Pacific offrono intrattenimento audiovisivo e pasti in volo su rotte internazionali e nazionali selezionate a tutti i passeggeri, compresi quelli in classe economica, mentre altre compagnie aeree possono addebitare un costo aggiuntivo per l'intrattenimento in volo. 

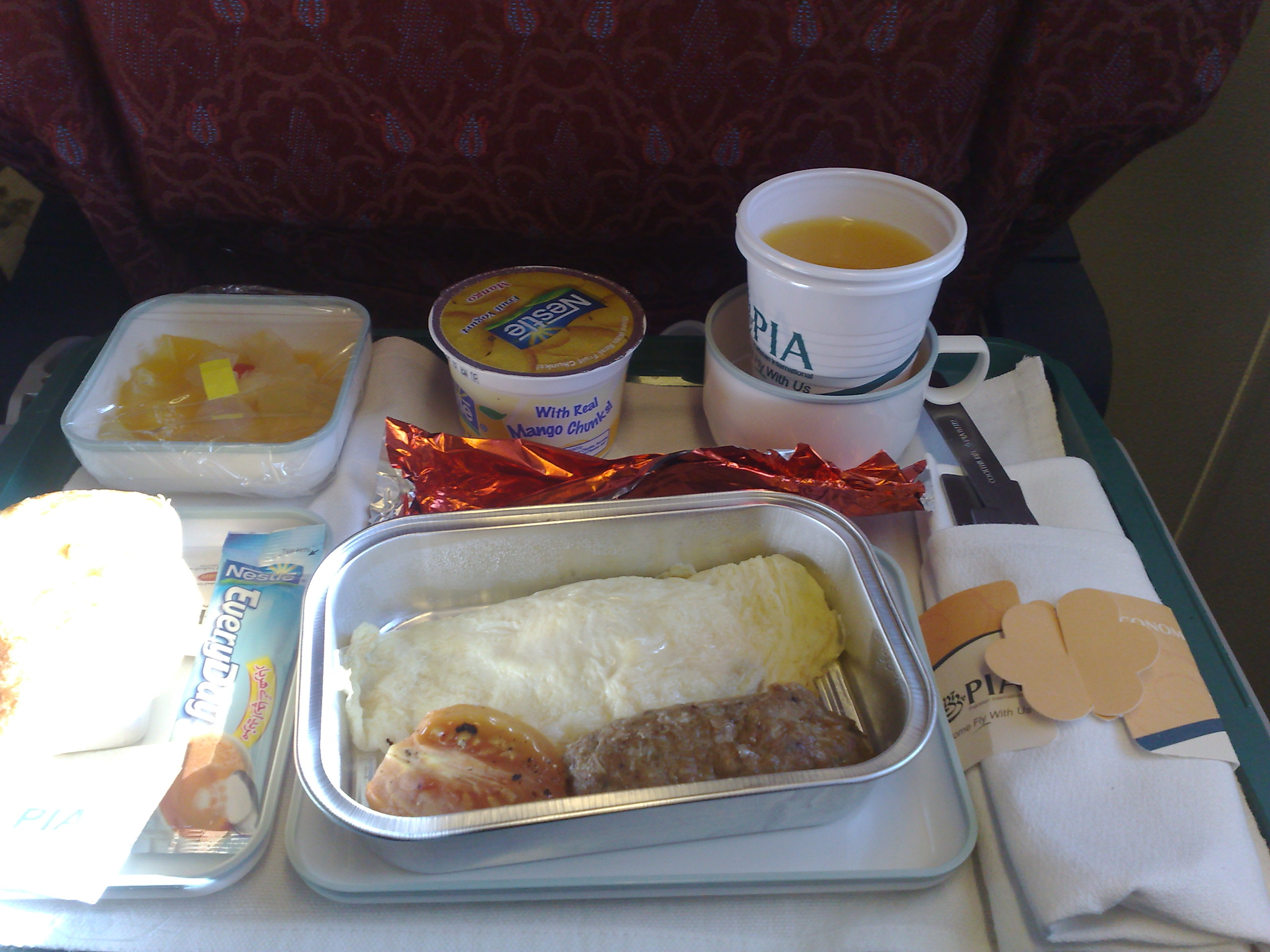
La colazione servita in classe economica su un Boeing 777-300ER di Pakistan International Airlines.

Anche la disponibilità di cibo può variare. Alcune compagnie aeree non servono più pasti in classe economica per i voli a corto raggio. I pasti sono forniti generalmente solo su voli internazionali. Alcuni fornitori aeroportuali hanno iniziato a offrire pasti confezionati ai viaggiatori in classe economica che possono essere portati a bordo dell'aereo. Le compagnie aeree low cost, come EasyJet, Wizz Air o Ryanair, fanno pagare cibo e bevande sui voli. Inoltre, molte compagnie aeree, in particolare negli Stati Uniti e in Canada, fanno pagare ai passeggeri di classe economica anche il check-in in aeroporto, i bagagli da stiva, i cuscini, le coperte e le cuffie. 
Molte compagnie aeree hanno adottato una classe economica leggermente migliorata, ad esempio con una distanza leggermente maggiore tra i sedili, come l'Economy Plus di United Airlines. 
Probabilmente, i primi voli aerei più economici della media furono quelli operati dal Boeing 247 di United Airlines tra San Francisco e Los Angeles nel 1940. I loro Douglas DC-3 trasportavano passeggeri a tariffa fissa (18 dollari a tratta) e i Boeing effettuavano un paio di voli con due scali per tratta a 13 dollari. Tuttavia, queste tariffe terminarono nel 1942 e i prezzi convenienti non riapparvero sulle compagnie aeree di linea fino al 1948, quando Pan Am iniziò ad operare un volo giornaliero con un Douglas DC-4 dall'Aeroporto LaGuardia di New York a San Juan, in Porto Rico, al costo di 75 dollari invece dei normali 133 dollari. Nel 1949, un volo con un Douglas DC-4 della Pan Am da New York a Rio de Janeiro costava 382 dollari invece dei 460 dollari del volo standard che effettuava gli stessi scali, sempre effettuato con il Douglas DC-4.
Verso la fine del 1948, Capital Airlines lanciò un volo giornaliero effettuato con un DC-4 per la tratta tra Chicago e l'Aeroporto di New York LaGuardia. Ogni volo partiva alle 1:00 di notte e faceva scalo a Pittsburgh (nella contea di Allegheny). La tariffa Chicago-New York era di 29 dollari più il 15% di tasse federali; i posti su tutti gli altri voli costavano 44 dollari più tasse. I voli in classe economica si diffusero lentamente (tutti i voli nazionali erano in classe unica, economica o standard, finché Trans World Airlines non lanciò gli aerei a due classi nel 1955); nel 1961, il numero di passeggeri in classe economica nazionale superò per la prima volta quello della prima classe.
L'International Air Transport Association (IATA) accettò le tariffe turistiche transatlantiche nell'estate del 1952: un volo da New York a Londra costava 270 dollari a tratta invece di 395. Negli anni successivi, le tariffe turistiche si diffusero in tutto il mondo.
Le emissioni di carbonio per i passeggeri di classe business e di prima classe sono rispettivamente circa tre e quattro volte superiori per passeggero-chilometro percorso.

## La classe Premium Economy

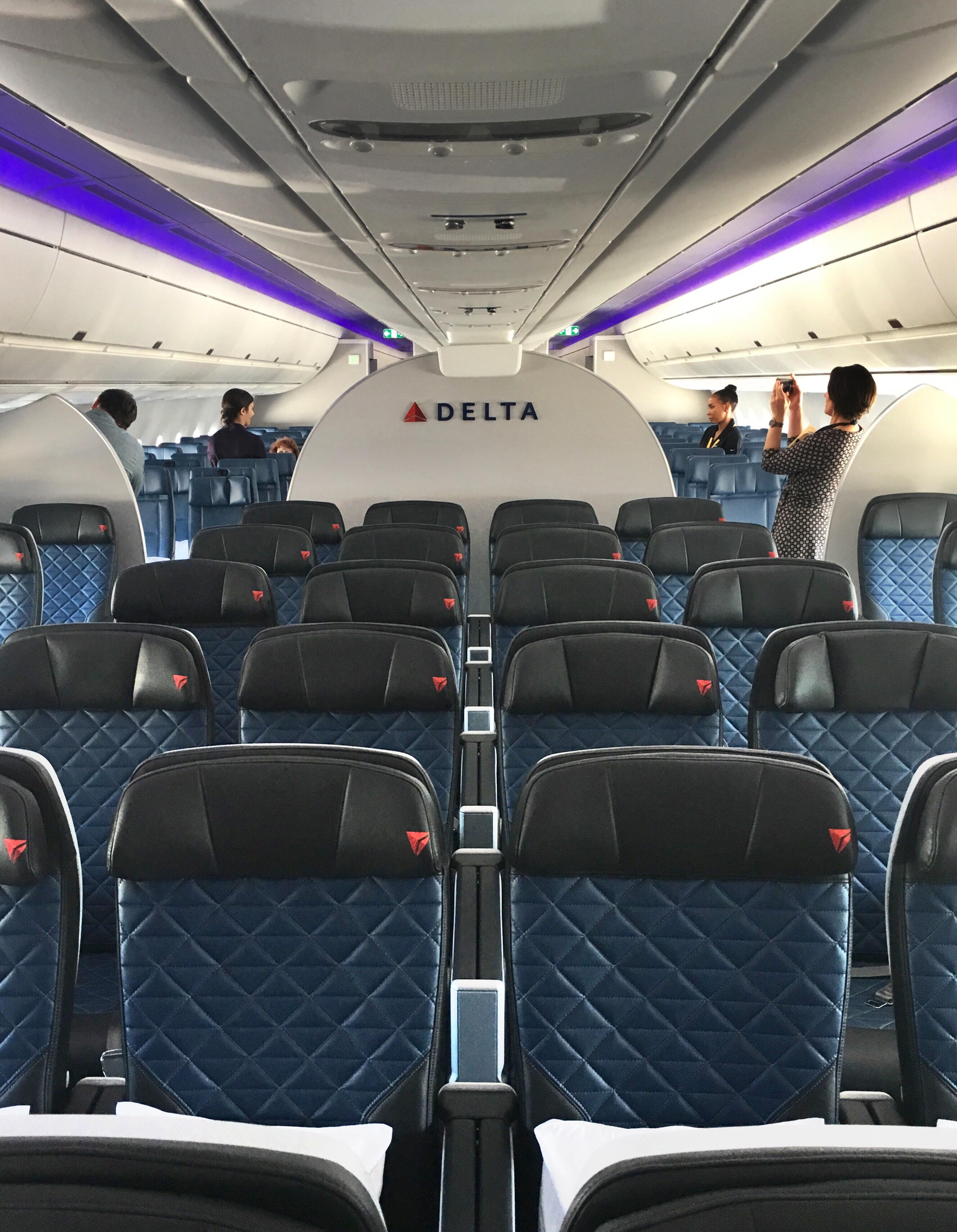
La classe premium economy su un Airbus A350-900 di Delta Air Lines.

Molte compagnie aeree offrono la Classe Economica Premium (Premium Economy) ai passeggeri disposti a pagare un po' di più per posti migliori e, in alcuni casi, un servizio migliore. La classe premium economy si posiziona come una via di mezzo tra la classe economy standard e la Classe Business in termini di prezzo, comfort e servizi. Su alcune compagnie aeree, come WestJet, la premium economy ha sostituito la classe business o la Prima Classe come classe di viaggio più elevata sui voli a corto raggio. La definizione di classe Premium Economy non è standardizzata e varia notevolmente da compagnia a compagnia. In genere include un sedile reclinabile più ampio, migliori opzioni di ristorazione, bevande alcoliche gratuite e pochette di cortesia. 

## La classe Economy Plus

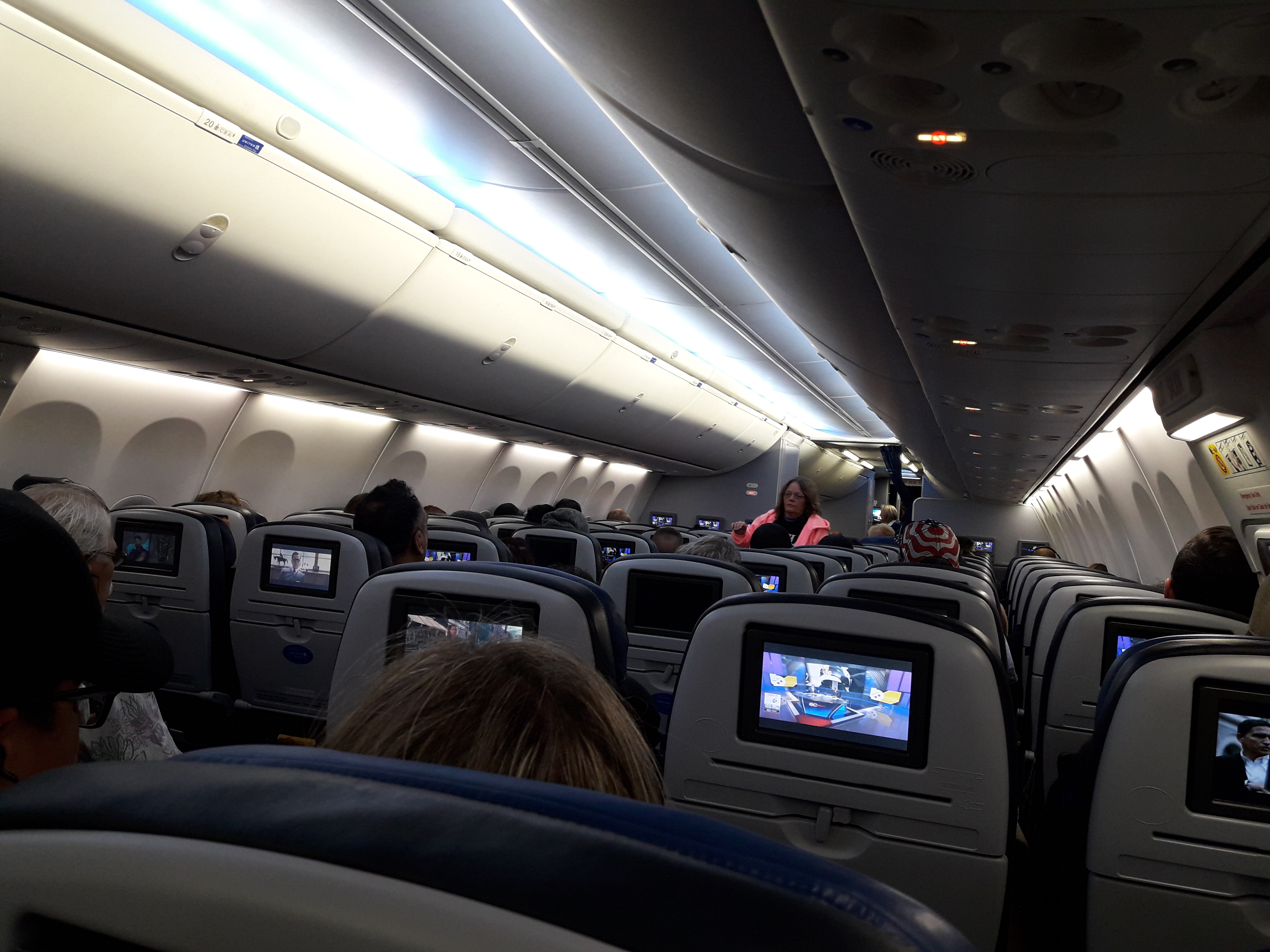
La classe economy plus su un Boeing 737-900 di United Airlines.

La classe Economy Plus è un servizio aggiuntivo offerto da alcune compagnie aeree. Questi posti sono offerti a chi possiede già un biglietto di classe economica pagando una commissione per la selezione del posto e possono essere assegnati gratuitamente ai membri del programma fedeltà di una determinata compagnia aerea. A differenza della Premium Economy, l'Economy Plus è ancora considerata una cabina Economy standard, con lo stesso codice tariffario. I sedili di Economy Plus offrono più spazio per le gambe rispetto agli altri posti di classe economica. Possono anche includere alcuni vantaggi aggiuntivi come bevande alcoliche gratuite o imbarco prioritario. Tra le compagnie aeree che offrono l'Economy Plus figurano United Airlines, American Airlines (con il marchio Main Cabin Extra), Delta Airlines (con il marchio Comfort+) e JetBlue (con il marchio Even More Space).

## La classe Basic Economy
La classe Basic Economy, nota anche come quinta classe (se l'economy premium viene conteggiata come terza classe e l'economy standard viene conteggiata come quarta classe) o ultima classe, è la classe inferiore all'economy standard. La basic economy è stata adottata per la prima volta da Delta Air Lines per il mercato interno americano nel 2012, decisione poi effettuata anche da American Airlines e United Airlines per alcuni voli domestici. Sia Delta Airlines che American Airlines prevedono inoltre di fornire la basic economy per le rotte internazionali, il che potrebbe portare altre compagnie aeree a seguire l'esempio, portando alla sua adozione globalmente. Questa classe è stata però  criticata come "un modo per aumentare il prezzo delle tariffe dell'economy standard" e per i suoi prezzi mal stabiliti.